# Jiang Rong
Jiang Rong är en pseudonym för Lü Jiamin, född april 1946, kinesisk författare.
Jiang Rongs föräldrar kommer från Jiading utanför Shanghai, men han föddes i Peiping (nuvarande Peking). Under kulturrevolutionen, som började 1966, fick Jiang Rong och hans kamrater i gymnasiet gå från dörr till dörr i Peking för att plundra hemmen från böcker och andra föremål som ansågs avslöja "borgerlig dekadens" och västerländska idéer. Sedan reste han till Inre Mongoliet för att bli fåraherde. Han och andra studenter bodde tillsammans med nomaderna i tält. Nomaderna hade stora fårahjordar och många vargar som var ute efter fåren.
Jiang Rong och de andra studenterna diskuterade fritt vad som var fel med det kinesiska systemet. Lokal militär fick höra om detta och lyssnade utanför tältet när Jiang Rong kritiserade Lin Biao. Han dömdes till 3,5 års fängelse. I fängelset beslöt han sig för att skriva en bok.
När han kom ut ur fängelset drev han en tidskrift och arbetade som lärare. 1989 deltog han i protesterna på Himmelska fridens torg och krävde politisk frihet. Därför dömdes han till fängelse i 1,5 år.
Han beslöt sig för att skriva en saga om vargar som samtidigt skulle vara en samhällskritisk skildring. Mongolerna är de fria vargarna, hankineserna är som fåren som alltid går i flock.
Romanen Láng Túténg (狼图腾) utkom i april 2004 och i engelsk översättning, "Wolf Totem", 2008. Boken blev den första vinnaren av Man Asia-priset 2007.